# واکینوساوا، آئوموری
واکینوساوا، آئوموری (به لاتین: Wakinosawa) یک منطقهٔ مسکونی در ژاپن است که در ناحیه توهوکو واقع شده‌است. واکینوساوا ۲٬۴۶۱ نفر جمعیت دارد.